# حوله‌پوشان
حوله‌پوشان (نام علمی: Megalopygidae) نام یک تیره از بالاخانواده جنگل‌بان‌واران است.